# ديلان بورغ
ديلان بورغ (بالإنجليزية: Dylan Borge)‏ هو لاعب كرة قدم بريطاني، ولد في 15 أكتوبر 2003 في جبل طارق في المملكة المتحدة.

## وصلات خارجية
- ديلان بورغ على موقع الاتحاد الدولي (مؤرشف)  (الإنجليزية)
- ديلان بورغ على موقع الاتحاد الأوربي (الإنجليزية)
- ديلان بورغ على موقع قاعدة بيانات كرة القدم.إي يو (الإنجليزية)
- ديلان بورغ على موقع ناشيونال فوتبول تيمز (الإنجليزية)
- ديلان بورغ على موقع Soccerbase.com (لاعب) (الإنجليزية)
- ديلان بورغ على موقع Soccerway.com (الإنجليزية)
- ديلان بورغ على موقع عالم كرة القدم.نت (الإنجليزية)